# Palacio de Esterházy
El Palacio de Esterházy (en eslovaco: Esterházyho palác) es un edificio neo-renacentista en el casco antiguo de Bratislava, en Eslovaquia cerca de la orilla del río Danubio, construido en la década de 1870.
El edificio fue reconstruido en la década de 1920 y en la década de 1950, cuando fue adaptado para las necesidades de la Galería Nacional Eslovaca. Hoy en día, con los espacios de agua adyacentes y una extensión moderna, alberga las exposiciones nacionales de las galerías eslovacas.